# Erland Nordenskiöld
Erland Nordenskiöld, właśc. Nils Erland Herbert Nordenskiöld (ur. 19 lipca 1877 w Strömm, zm. 5 lipca 1932 w Sztokholmie) – szwedzki archeolog i etnolog. Był synem Adolfa Erika Nordenskiölda i kuzynem Otto Nordenskjölda. Prowadził badania terenowe wśród Indian w Ameryce Południowej. Był profesorem Uniwersytetu w Göteborgu, a także dyrektorem muzeum etnograficznego w Göteborgu.
Był członkiem zagranicznym Królewskiej Holenderskiej Akademii Sztuk i Nauk.